# Kommissar Klefisch
Kommissar Klefisch è una serie televisiva tedesca di genere poliziesco ideata da Hans Werner Kettenbach, prodotta da Westdeutscher Rundfunk Köln  e trasmessa dal 1990 al 1996 sull'emittente ARD 1 (Das Erste). Protagonista della serie, nel ruolo del commissario Klefisch, è l'attore Willy Millowitsch; altri interpreti sono Dietmar Bär, Janine Münch ed Eva Maria Bauer.
Della serie andarono in onda 6 episodi in formato di film TV: il primo episodio fu trasmesso in prima visione il 7 gennaio 1990, mentre l'ultimo episodio fu trasmesso in prima visione il 7 gennaio 1996.

## Trama
Hermann-Josef Klefisch è un anziano commissario della polizia di Colonia che assieme al suo assistente Mike Döpper indaga principalmente su casi di omicidio ed estorsione.

## Episodi
| Nr | Titolo originale          | Titolo italiano | Prima TV Germania | Prima TV Italia |
| -- | ------------------------- | --------------- | ----------------- | --------------- |
| 1  | Ein Fall für Onkel        | inedito         | 7 gennaio 1990    | inedito         |
| 2  | Dienstvergehen            | inedito         | 9 gennaio 1991    | inedito         |
| 3  | Ein unbekannter Zeuge     | inedito         | 8 gennaio 1992    | inedito         |
| 4  | Tod am Meer               | inedito         | 27 gennaio 1993   | inedito         |
| 5  | Klefischs schwerster Fall | inedito         | 18 gennaio 1995   | inedito         |
| 6  | Vorbei ist vorbei         | inedito         | 7 gennaio 1996    | inedito         |

## Personaggi e interpreti
- Commissario Hermann-Josef Klefisch, interpretato da Willy Millowitsch (ep. 1-6)
- Mike Döpper, interpretatato da Dietmar Bär
- Sabrina, interpretata da Janine Münch

## Produzione
Il film TV pilota Ein Fall für Onkel venne concepito come una sorta di regalo di compleanno per l'attore protagonista Willy Millowitsch,  che l'8 gennaio 1989 aveva compiuto 80 anni. In seguito, l'attore decise di girare altri episodi.